# Miguel Isa
Miguel Ángel Isa (Colonia Santa Rosa, Salta, Argentina, 6 de mayo de 1960) es un político argentino. Fue diputado provincial (2001-2003), intendente de la ciudad de Salta (2003-2015) y vicegobernador de la provincia de Salta (2015-2019).

## Biografía

### Juventud e inicios en la política
Nació el 6 de mayo de 1960 en un humilde hogar, hijo de Daniel Isa Maza y Nélida Isabel Ramos, activos militantes justicialistas, quienes le inculcaron valores relacionados con esa doctrina social. Isa es de ascendencia siria y criolla. El hogar se conformó además con tres hermanos: Carlos, Mirta y Daniel Jesús Isa, este último un reconocido periodista y analista político de fama internacional, fallecido a fines de 2011. Tiene 3 hijos, Sebastián, Evita y Camila. 

### Formación y trayectoria
Realizó la mayor parte de sus estudios primarios en la escuelita de su pueblo natal, que finalizó en la escuela Gral. Pizarro de Orán, ciudad en donde también cursó estudios secundarios. A los 17 años, Miguel Isa se radicó en Salta, en dónde comenzó como vendedor ambulante y con los años llegó a ser un destacado empresario. Estudió Abogacía en la Universidad Empresarial Siglo 21 de Córdoba, logrando obtener el título de procurador.
Interesado en los deportes, practicó en su juventud el básquetbol y luego continuó vinculado desde la dirigencia deportiva de Salta, llegando a desempeñarse como presidente del club Juventud Antoniana, uno de los clubes más populares del norte argentino, desde 1998 hasta el 2000.

## Carrera política
Comenzó su militancia en la Juventud Peronista, de la mano de Roberto Romero, su mentor político, a quien apoyó activamente en ocasión de su candidatura a gobernador, finalmente triunfante, en 1983. Fue elegido por el voto popular en reiteradas ocasiones y para diferentes cargos públicos, siendo el primer intendente democrático en la ciudad de Salta, siendo reelegido en dos ocasiones.

### Función pública
Fue elegido por primera vez como Concejal de la Ciudad de Salta para el mandato 1993 – 1995, y fue designado Presidente del Concejo Deliberante
y fue reelecto en el cargo para los mandatos 1995 – 1997, 1997 – 1999, en este período ejerció también la vicepresidencia 1a del cuerpo, y 1999 - 2001, desempeñándose de nuevo como presidente del Concejo Deliberante. Fue intendente interino de Salta entre el 18 de agosto de 2001 al 16 de diciembre de 2001.
Se desempeñó entre 2001 y 2003 como diputado provincial electo por el departamento capital. En 2003 fue elegido Intendente del municipio Capital, cargo en el que fue reelecto para los períodos 2007-2011 y 2011-2015. Este último año, asume electo vicegobernador de la provincia de Salta acompañando a Juan Manuel Urtubey.

### Carrera partidaria
Entre 1995 y 2007 se desempeñó como Consejero del Partido Justicialista de Salta. De 2007 a 2009, fue Congresal del Partido Justicialista local y en 2009, Vicepresidente de la Comisión de Acción Política de aquel partido. En 2011 asumió como Vicepresidente del Partido Justicialista provincial.

## Gestión como Intendente de Salta
Al asumir como intendente, Isa puso en marcha el Plan Salta 2010 en el que delineó los que fijó como ejes principales de su gobierno: recuperación y ordenamiento interno de la Municipalidad, ejecución de obras para adecuar la infraestructura urbana al crecimiento de la población, integración e inclusión social, promoción de las actividades culturales, impulso a las actividades económicas y recuperación de la confianza de los vecinos en la Municipalidad.
Implementó los sistemas de gestión de calidad en organismos púbicos, certificando con entes de certificación los procesos de gran cantidad de organismos a través de las normas ISO 9001 y, con mayor importancia, trabajar en coordinación con el Gobierno de la Provincia y el Gobierno de la Nación, así como con otros sectores económicos, sindicales, profesionales, universitarios y sociales.

### Obra pública
Desde principios de 2004 lanzó un programa desarrollo de la infraestructura vial que modificó la organización urbana y el tránsito en la ciudad, para entonces de 462.051 habitantes (censo nacional 2001). Dos nuevos puentes sobre el río Arenales (que divide a la ciudad en norte y sur), autopistas de circunvalación y ampliación de las avenidas principales, cambiaron la fisonomía urbana.
Otras obras llevadas a cabo durante la gestión de Isa son: el Paseo de los Poetas, que incorporó al uso familiar, cultural y comercial un espacio antes ocupado por un canal a cielo abierto;  la Plaza España con el anfiteatro Eduardo Falú, construida con escalinatas para cinco mil personas y espacios para actividades deportivas y culturales; la apertura del tránsito sobre 12 pasos a nivel, que impedían una comunicación vial ágil en el macrocentro; la construcción de cinco Centros Integradores Comunitarios que facilitan las actividades sociales e institucionales en los barrios más alejados; el nuevo Centro Cívico Municipal, edificio que nuclea a más del 80 por ciento de las oficinas del gobierno de la ciudad.
En 2003 la ciudad tenía 12.000 cuadras de calles, de las cuales 6500 estaban pavimentadas (54%); en 2012 existen cerca de 15.000 cuadras, de las cuales más 10.300 están pavimentadas (68%). En 2003 el alumbrado público estaba formado por 23.000 luminarias, mientras que en 2012 existen más de 50.000 puntos de luz en el ejido urbano. Impulsor de la tarea participativa e intersectorial, también fueron atendidas la planificación urbana y el ambiente, estando en este último aspecto en las fases finales de la instalación de una planta procesadora de gas metano emanado del Vertedero de la ciudad, en el marco del Protocolo de Kioto.
En 2006 presentó a la ciudadanía el Plan Salta 2016, una tarea por etapas que apunta a una ciudad moderna, amigable, integrada, saludable y con un desarrollo planificado.

### Acción social
Desde comienzo de su gestión fijó su programa en la integración e "inclusión de sectores postergados". Se desarrollaron trabajos con respecto a la integración de personas con capacidades diferentes y promueve fuertemente la igualdad de género. Para ello se  crearon áreas específicas de atención de la discapacidad, los extranjeros, la mujer, la juventud y los adultos mayores.
Fue uno de los impulsores de la creación de la Escuela de Artes y Oficios, lugar donde personas sin profesión se capacitan en oficios con salidas laborales. Una parte importante de la obra pública (viviendas sociales, pavimentación) y los servicios (desmalezamiento) han sido adjudicados a cooperativas integradas por personas que no tenían trabajo.

### Reformas organizacionales
Isa modificó sustancialmente el organigrama municipal. Además de crear áreas que no existían hasta 2003, se ocupó de capacitar al personal, recuperar e incorporar maquinaria vial, vehículos de transporte del personal e instalar tecnología informática en todas las oficinas. El proceso de modernización convirtió a la Municipalidad de la ciudad de Salta en una de las primeras de la República Argentina en incursionar en el llamado e-government a principios de la década pasada. Información sobre trámites en diferentes áreas, emisión de boletas de impuestos y tasas municipales, noticias sobre la ciudad, son servicios que los vecinos ya tienen en sus casas.
Durante su gestión utilizó el lema “Transformando el municipio, mejoramos la ciudad”, gestión que finalizó en diciembre de 2015.